# Осада Сент-Джонса
Осада Сент-Джонса (англ. Siege of St. John’s) — неудачная осада французами под предводительством Даниэля д'Ожера де Суберкейса форта в Сент-Джонсе, Ньфаундленд, происходившая во время войны королевы Анны. Осада проходила с 1 февраля по 5 марта 1705, большая часть города была сожжена, но форт не был взят из-за недостатка провизии и пороха.
Осада была частью крупномасштабной экспедиции, которая была попыткой повторить крайне разрушительную экспедицию, возглавляемую Пьером Лемуаном д’Ибервилем в 1696 году. Многие отдаленные английские общины были разрушены людьми Суберкейса, что привело к ответным набегам со стороны англичан. Рыболовные промыслы с обеих сторон пострадали во время войны, которая закончилась уступкой французами своих претензий на Ньюфаундленд.

## Предпосылки
Остров Ньюфаундленд был оспариваемой территорией между Францией и Англией до начала войны королевы Анны в 1702 году. Французские набеги во время войны короля Вильгельма в 1690-х годах полностью разрушили почти все английские поселения, включая главный порт Сент-Джонс, расположенный на восточной части полуострова Авалон, на юго-востоке Ньюфаундленда. Однако английская эскадра во главе с сэром Джоном Гибсоном и сэром Джоном Моррисом убедила ушедших рыбаков вернуться и перестроиться вдоль английской стороны полуострова. По Рейсвейкскому мирному договору, подписанному в сентябре 1697 года, англичане получили Ньюфаундленд, а французы — Акадию. Однако условия договора стали недействительными, когда французы восстановили свою столицу в Плезансе, на западной стороне полуострова Авалон.
В 1702 году английский капитан Джон Лик в ходе Ньюфаундлендской экспедиции совершил набег на несколько французских поселений в Ньюфаундленде, но не атаковал Пласентию из-за присутствия французских военных кораблей в гавани. В 1703 году Даниэль д’Аугер де Суберкейс прибыл в Плезанс в качестве нового губернатора и принял командование гарнизоном из 150 человек. После рейда на Ферриленд он узнал о запланированном нападении англичан на Плезанс и подготовился к штурму. Но нападения не произошло, поскольку адмирал Джон Грейдон, что в Англии посчитали трусливым шагом, отменил атаку, несмотря на значительные преимущества. Вскоре Грейдон был уволен военным судом со службы из-за его поведения в ходе всей кампании, в том числе и из-за неудачной осады Гваделупы.

### Подготовка французов
В конце 1704 года Суберкейс начал планировать нападение на английские поселения. В дополнение к своему гарнизону он принял на службу канадцев и абенаков с материка, а также как можно больше поселенцев. В целом численность его войска насчитывала около 450 человек, когда он отправился на Сент-Джонс 8 января 1705 года. В его корпус входила рота из более чем 100 человек, возглавляемая Жозуэ Дюбуа Бертело де Бокур, в которую также входили Жак Тестар де Монтиньи и военный лидер абенаков Эскумбуит, оба из которых участвовали в рейде Пьера Лемуана д’Ибервиля в 1696 году на английские поселения. В то время как большая часть роты шла по суше, бригантина с тяжёлыми орудиями была направлена по морю вокруг полуострова.

### Защита англичан

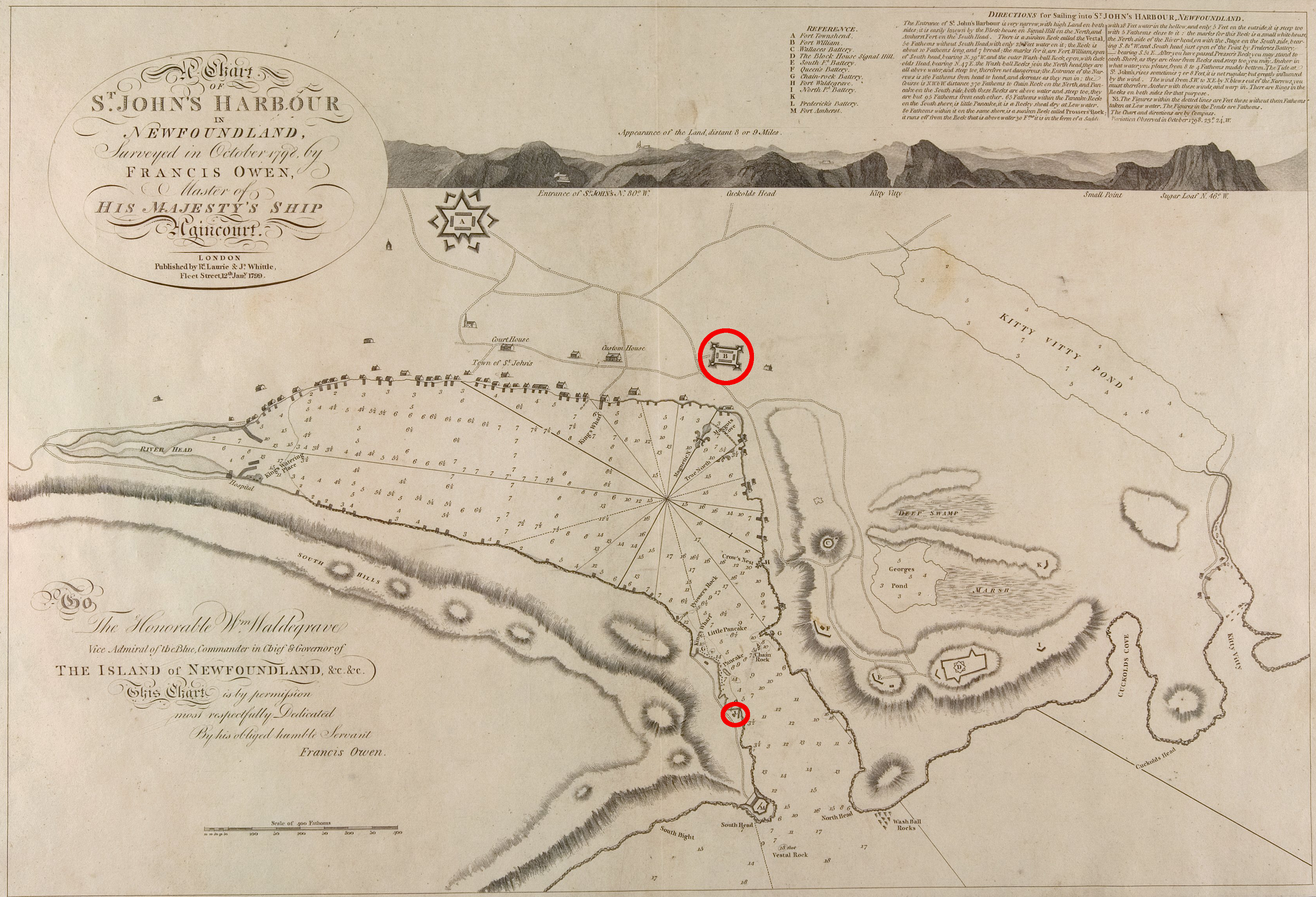
Это карта Сент-Джонса 1798 года. Форт-Уильям и Южный Замок были выделены красной обводкой.

Сент-Джонс был под командованием лейтенанта Джона Муди с лейтенантом Робертом Лэтэмом, военным инженером и масоном, в качестве его второго командующего. Основными оборонительными сооружениями Сент-Джонса были Форт-Уильям, каменное укрепление на северной стороне гавани, построенное после французской экспедиции 1696 года, и Южный Замок, каменный форт на южной стороне Нарроус, который командовал входом в гавань. Муди назначил Лэтэма командовать Южным Замком, а сам командовал в Форт-Уильяме. Объединённые силы обороны насчитывали от 50 до 60 человек, около дюжины под командованием Лэтема.

## Осада

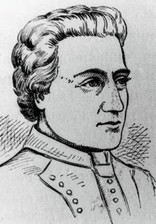
Даниэль д’Ожер де Суберкейс

Французы продвигались медленно из-за сильного зимнего холода и снега. Сначала они без сопротивления захватили Бей Буллс и Ферриленд (небольшие прибрежные сообщества к югу от Сент-Джонс), а затем двинулись к Сент-Джонсу, куда они прибыли 31 января. Суберкейс хотел застать англичан врасплох, но возможность была упущена, когда его авангард был замечен английской обороной (остальные силы задержались из-за плохих условий) и изгнан пушечным огнём. Большая часть жителей Сент-Джонса бежала под защиту Форт-Уильяма, и Суберкейсу пришлось довольствоваться оккупацией города, ожидая прибытия бригантины. Он взял пленных, но женщин и детей отправил в форт, чтобы увеличить нагрузку на английские припасы. Женщины прекратили оказывать помощь защите форта.
После приблизительно двухнедельной осады Суберкейс попытался использовать разногласия между Муди и Лэтэмом, чтобы уменьшить моральный дух англичан и, возможно, добиться согласованной сдачи или получить контроль над Южным Замком. Он отправил письма им обоим, Муди от своего имени, а Лэтэму от одного из заключённых. Письмо и агенты Суберкейса пытались убедить Лэтэма оставить его работу и встретиться с Муди. Лэтэм отказался, и попытка Суберкейса оказалась неудачной.
После 33 дней ожидания, в течение которых бригантина с тяжёлыми орудиями так и не появилась, Суберкейс из-за нехватки снаряжения и припасов снял осаду. Он разрушил городские дома и рыбацкие пристани и вернулся в Плезанс, забрав с собой 200 гражданских пленников. Суберкейс отделился от Монтиньи и 70 человек, которые продолжали совершать набеги на английские поселения до конца зимы.

## Последствия
Французская экспедиция взяла в общей сложности 1200 заключённых, большинство из которых были освобождены из-за нехватки продовольствия, уничтожила сорок пушек, 2000 рыбацких шалуп и 200 вагонов, но не смогла уничтожить крепость. Джон Муди вернулся в Англию в конце 1705 года и был награждён чином лейтенанта в Колдстримской гвардии. Он враждовал с Лэтэмом, обвиняя его в нарушениях в управлении фортификационными работами и плохом командовании Южным замком, и его жалобы привели к отзыву Лэтэма.
Суберкейс продолжал развивать французскую колонию в 1705 году, которая процветала, несмотря на войну. Он был вознагражден орденом Святого Людовика и правлением Акадии. Там он руководил обороной Порт-Рояля, успешно отражая британскую осаду в 1707, но затем был вынужден капитулировать в 1710 году..
Заменивший Суберкейса в Плезансе Филипп Пастур де Костебель договорился об обмене пленными после осады и успешно захватил Сент-Джонс в январе 1709 года. Франция отказалась от претензий на Ньюфаундленд по Утрехтскому договору 1713 года и под надзором Костебеля переселила французских поселенцев из Ньюфаундленда в Луисбург.
Городище Форт-Уильям является Национальным Историческим памятником Канады (помечено мемориальной доской), а Южный Замок является частью Национального Исторического памятника Сигнал-Хилл.